# Che cos'è la globalizzazione
Che cos'è la globalizzazione: Rischi e prospettive della società planetaria (Was ist Globalisierung?) è un saggio di Ulrich Beck in cui si nota come la dimensione economica della globalizzazione influenzi scelte puramente politiche di stati che se ne sentono minacciati; potendo influenzare la politica, si può dire che le imprese transnazionali abbiano influenza su ogni aspetto della società. L'organizzazione del lavoro com'è stata intesa finora va ripensata, poiché lo stato – limitato entro i propri confini – non può più dettare regole ad imprese transnazionali, capaci di aggirare con la loro influenza ogni barriera.
Al contrario, lo stato viene spinto a diventare minimale (ovvero si occupa solo di garantire l'ordine) rispetto al potere economico, che le multinazionali hanno acquisito grazie alla possibilità di produrre dove la manodopera costa meno, che influenza gli stati a compiere politiche che le attirino, al costo di creare "zone franche" in cui i diritti umani non siano garantiti. Il potere dello stato viene inoltre smantellato dalla possibilità di pagare le tasse dove costa meno, giocando sulla sede fiscale.
Le multinazionali sono perciò "contribuenti virtuali", ovvero ottengono agevolazioni a non finire dallo stato pur di continuare a mantenere la sede fiscale in quel paese, che si rifà (e solo in parte) sui contribuenti reali, ovvero le piccole e medie imprese. Il Welfare state (stato sociale) è ormai troppo costoso da mantenere, anche perché molte medie imprese chiudono schiacciate da concorrenza sleale e tasse; i disoccupati che vengono a crearsi diventano poi un altro costo per lo stato sociale, che sarà compensato tassando ancor di più i rimanenti contribuenti reali. È un circolo vizioso creato dall'individualizzazione, che ha spinto ad abbandonare la politica per cercare la realizzazione personale; eppure da esso sorgono le idee di globalismo, globalità e globalizzazione.
Il Globalismo è la corrente che crede che la globalizzazione abbia una dimensione solamente economica, impossibile da influenzare, e che il mercato si regoli da sé nel miglior modo possibile: pertanto lo stato deve diventare minimale, e lasciare che l'economia e la società si autoregolino da sé. Ne deriva il Globalismo opposto, che pur restando convinto del predominio del mercato, vuole sottrarvisi con barriere protezionistiche: nere (per motivi economici), verdi (poiché lo stato è la sola istituzione a garantire il rispetto dell'ambiente; pertanto va protetto), rosse (motivate dal bisogno di dimostrare la bontà delle affermazioni di Marx: il mercato schiaccerà la società).
La Globalità è la percezione di vivere in una società globale.
la Globalizzazione è il processo irreversibile per cui gli stati (attori nazionali) perdono importanza rispetto ad attori transnazionali. Attori internazionali sono invece quelli limitati ad una sola parte del globo. La società non è più limitata in uno stato, ma al globo.

## Politica nella seconda modernità
Dando per scontata la fine dell'equazione “cultura = stato” – tipica della prima modernità – che vedeva più società distinte, separate da confini, si pone ora una società globale in cui coesistano più culture, a formarne una sola. La seconda modernità inoltre vede lo stato e le istituzioni classiche inadeguate a contrastare la potenza degli attori transnazionali; la politica si sposta, pertanto, come testimonia il caso della piattaforma petrolifera Brent Spar:
La Shell, rea di voler affondare una piattaforma inquinando, ma in maniera perfettamente legale, si vide attaccata da Greenpeace; seguì un boicottaggio dei suoi prodotti. È ovvio notare il cambiamento della politica: gli stati nazionali non avevano voce in capitolo, la Shell è stata attaccata da Greenpeace, altro movimento transnazionale, e dall'opinione pubblica. Per i boicottaggi è però necessario l'apporto dei media, nessun boicottaggio è possibile se essi non ne parlano, e sono determinati dalla trasmissibilità (si “vota” solo boicottando in massa, pertanto serve un forte ideale comune; viceversa, non comprare un prodotto è solo una scelta personale, e non influente) e dalla possibilità d'alternativa: ovvero è boicottabile solo chi può essere sostituito. Se la Shell fosse stata la sola azienda petrolifera, il boicottaggio sarebbe stato impossibile.
La possibilità di entrare in contatto con diverse culture, anche all'interno della propria vita (globalizzazione delle biografie: un tedesco che ami il Kenya), richiede la presenza di una critica interculturale; questa dovrà muovere dalle basi di Nietzsche: ovvero il singolo deve divenire legislatore di se stesso, ma solo di sé.
Questa posizione di tipo universalista-contestuale consente di non imporre il proprio pensiero, ma di ritenerlo il migliore, e confrontarlo con altri. Se risulta migliore, arricchirà altri, viceversa accadrà il contrario. Le posizioni che si possono adottare in un dialogo sono tre:
- Universalismo Universalistico (c'è solo UNA realtà; è così per tutti ed ognuno la deve accettare)
- Contestualismo Universalizzante (ci sono più realtà a seconda di chi guarda; nessuno sbaglia, pertanto il confronto o la mescolanza sono impossibili)
- Universalismo Contestuale (c'è solo UNA realtà, ma ne sono possibili molte interpretazioni. Il dialogo è necessario per arrivare alla comprensione più fedele della realtà)

## Una futura società mondiale
Una società civile mondiale dovrà avere due basi: i media e le guerre. I media sono il collegamento che rende possibile il confronto; le guerre, amplificate dai media, diventano crisi politiche globali di fronte a cui si rende necessaria una democrazia cosmopolitica. Beck fonda la base della democrazia globale nel rispetto dei diritti umani; tuttavia, non è chiaro come essi debbano essere fatti rispettare, poiché mancano istituzioni col potere di operare sul piano fisico: far rispettare i diritti umani è sempre stato compito degli stati nazionali.
Nella società mondiale gli stati si trovano a relazionarsi con l'opinione pubblica, altri stati e altri attori transnazionali come l'ONU; i modelli per spiegare come si svolgano queste relazioni sono tre:
- Realpolitico: gli stati sono i soli a decidere, su basi utilitaristiche; Le ONG sono, al massimo, consulenti.
- Internazionalistico: gli stati sono i soli a decidere; devono però rendere conto ad altri stati e all'opinione pubblica
- Cosmopolitico: l'individuo può mettere in dubbio l'operato dello stato ed influenzarlo direttamente.

Gli stati dovrebbero accordarsi tra loro, e rinunciare a parte della propria sovranità, delegandola ad istituzioni transnazionali (come il parlamento europeo); Altri possibili scenari di una futura democrazia globale sono:
- Società mondiale capitalista in cui lo stato è ormai minimale; il lavoro manuale viene sostituito dal sapere (automatizzazione); i poveri non servono più (quindi non hanno potere) ed acquisiscono una doppia povertà relativa: sono poveri relativamente ai ricchi e relativamente ai poveri di paesi ricchi.
- Società del rischio in cui la democrazia è data dal risvegliarsi delle coscienze. Il mondo si rende conto di potersi autodistruggere, e dibatte su come eliminare i problemi attuali ed evitare che si presentino rischi futuri; è una modernità responsabile, che guarda primariamente al futuro.
- Società della politica non legittimata, ovvero in cui non esiste uno stato mondiale; le decisioni che contano a livello globale sono prese dagli attori transnazionali, senza che la gente li abbia mai legittimati.
- Società dalla localizzazione plurale in cui non c'è stato mondiale, e le distanze sono annullate dai media.

## Edizioni
- Ulrich Beck, Che cos'è la globalizzazione?, collana Argomenti, Carocci, 1999,  p. 200, ISBN 88-430-1276-2.